# Abraham van der Hoef
 (février 2025).
Pour les articles homonymes, voir Hoef.

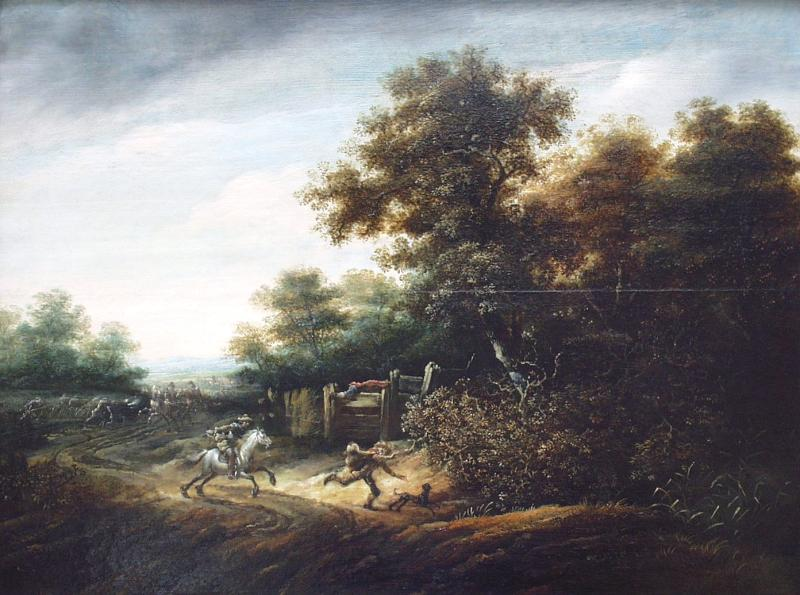
Paysage avec scène de braquage à main armée.

Abraham van der Hoef, né en 1611 à Haarlem et décédé en 1666 dans la même ville, est un peintre du siècle d'or néerlandais.

## Biographie
Abraham van der Hoef est connu pour ses paysages avec des scènes de bataille. Il est actif à Delft et devient membre de la guilde de cette ville en 1651. Il était peut-être de la famille du brasseur de bière Abraham van Hoeven de Delft, le fils d'Asper Fransz van der Hoeve ou Houve. Ce dernier, également connu sous le nom d'Apert Fransen, a été un élève de Frans Floris selon le biographe Carel van Mander. 